# هشام بلاني
هشام بلاني (من مواليد 15 سبتمبر 1979) هو عداء مغربي متخصص في 3000 و5000 متر.

## أرقام شخصية
- 1500 متر - 3:33.71 دقيقة (2007)
- 3000 متر - 7:33.71 دقيقة (2006)
- 5000 متر - 12:55.52 دقيقة (2006)
- 10000 متر - 29:43.39 دقيقة (2009)
- نصف مارثون - 1:01:44 ساعة (2003)

## روابط خارجية
- هشام بلاني على موقع الاتحاد الدولي لألعاب القوى (الإنجليزية)
- هشام بلاني على موقع أوليمبيديا (الإنجليزية)